# Bradina
Bradina är ett släkte av fjärilar. Bradina ingår i familjen Crambidae.

## Dottertaxa tillBradina, i alfabetisk ordning[1]
- Bradina aaronalis
- Bradina adhaesalis
- Bradina admixtalis
- Bradina aeclusalis
- Bradina agraphalis
- Bradina albigenitalis
- Bradina albimaculalis
- Bradina albiplagialis
- Bradina angusta
- Bradina angustalis
- Bradina antisema
- Bradina argentata
- Bradina atopalis
- Bradina aulacodialis
- Bradina aurata
- Bradina aurea
- Bradina aureolalis
- Bradina avunculalis
- Bradina bicoloralis
- Bradina carterotoxa
- Bradina cauvinalis
- Bradina ceramica
- Bradina chalcophaea
- Bradina chalinota
- Bradina chlorionalis
- Bradina chloroscia
- Bradina cirrhophanes
- Bradina consortialis
- Bradina costalis
- Bradina damasalis
- Bradina dentalis
- Bradina diagonalis
- Bradina emphasis
- Bradina erectalis
- Bradina eremica
- Bradina erilitalis
- Bradina erilitoides
- Bradina extenuatalis
- Bradina fidelia
- Bradina finbaralis
- Bradina geminalis
- Bradina glaucinalis
- Bradina grisealis
- Bradina haplomorpha
- Bradina hemmingalis
- Bradina horatius
- Bradina impressalis
- Bradina intermedialis
- Bradina iridescens
- Bradina itysalis
- Bradina leopoldi
- Bradina leptogastralis
- Bradina leptographa
- Bradina leptolopha
- Bradina leptomeralis
- Bradina leucura
- Bradina liralis
- Bradina macaralis
- Bradina mannusalis
- Bradina megesalis
- Bradina melanoperas
- Bradina metaleucalis
- Bradina miantodes
- Bradina mioswari
- Bradina modestalis
- Bradina motitalis
- Bradina neuralis
- Bradina nigropunctata
- Bradina obliquistriga
- Bradina opacusalis
- Bradina pallidalis
- Bradina panaeusalis
- Bradina parallela
- Bradina parbattoides
- Bradina perlucidalis
- Bradina plagalis
- Bradina plebejifascialis
- Bradina porphyroclista
- Bradina pryeri
- Bradina punctilinealis
- Bradina punctimarginata
- Bradina purpurascens
- Bradina pycnolopha
- Bradina rectiferalis
- Bradina rectilinealis
- Bradina remipes
- Bradina ryukyuensis
- Bradina selectalis
- Bradina selenialis
- Bradina semnopa
- Bradina sinensis
- Bradina sodalis
- Bradina sordidalis
- Bradina stigmophanes
- Bradina stricta
- Bradina subpurpurescens
- Bradina tabidalis
- Bradina taiwanensis
- Bradina teutalis
- Bradina tormentifera
- Bradina translinealis
- Bradina transversalis
- Bradina trigonalis
- Bradina trispila
- Bradina xanthalis